# Aulacorhynchus coeruleicinctis

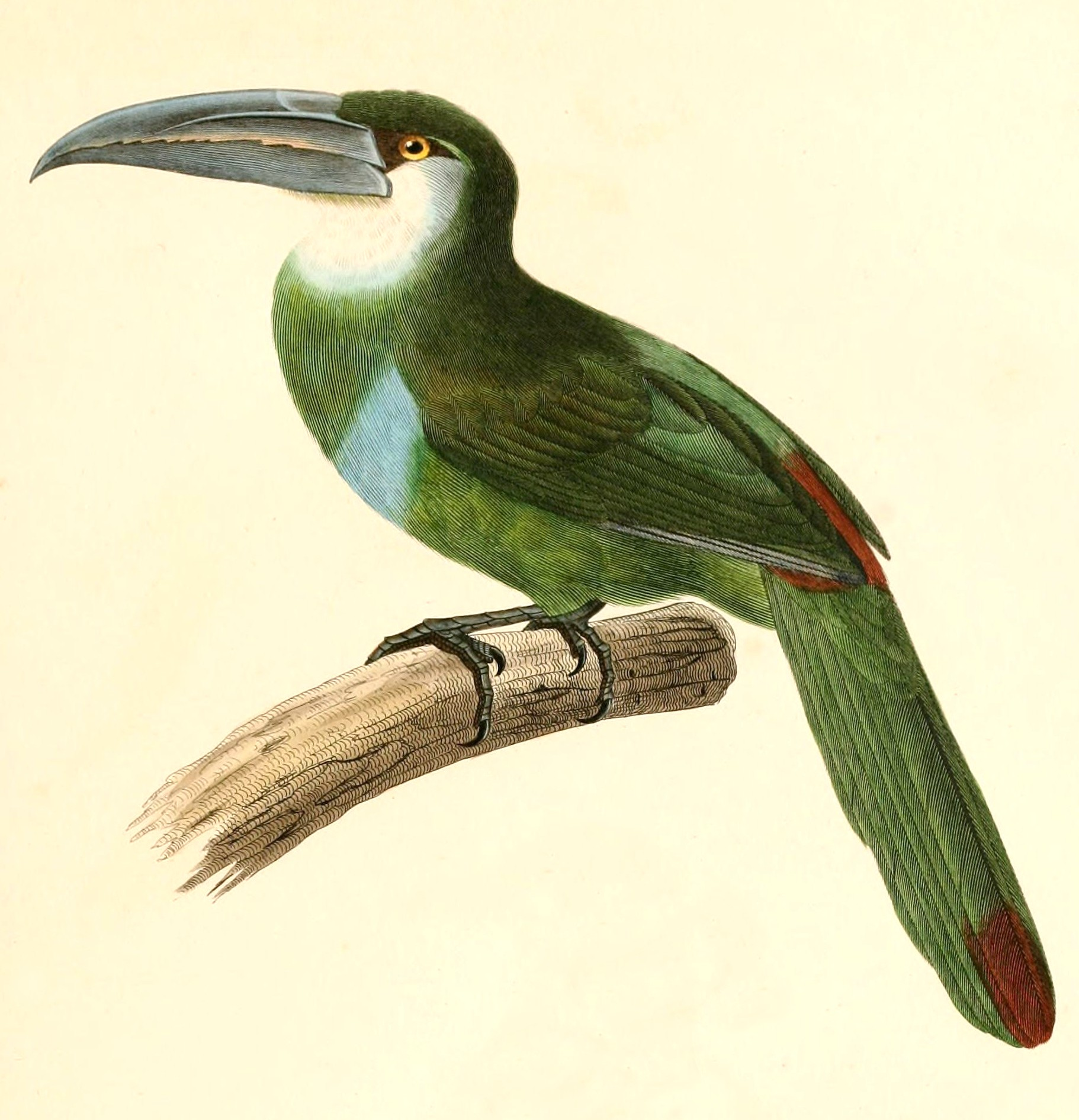
Aulacorhynchus coeruleicinctis, Voyage dans l'Amérique méridionale Alcide Dessalines d'Orbigny

El tucanete pechiazul o tucancito de pecho celeste (Aulacorhynchus coeruleicinctis) es una especie de ave piciforme de la familia Ramphastidae que vive en el oeste de Sudamérica.

## Distribución y hábitat
Se encuentra en los bosques de montaña de Bolivia y Perú.

## Descripción
Mide entre 38–43 cm de largo y pesa alrededor de los 173-257 gramos.

## Categoría
- Wikispecies tiene un artículo sobre Aulacorhynchus coeruleicinctis.
- Wikimedia Commons alberga una categoría multimedia sobre Aulacorhynchus coeruleicinctis.

- Datos: Q1275359
- Multimedia: Aulacorhynchus coeruleicinctis / Q1275359
- Especies: Aulacorhynchus coeruleicinctis